# Katrina Powell
Katrina Maree Powell (ur. 8 kwietnia 1972 w Canberze) – australijska hokeistka na trawie. Dwukrotna złota medalistka olimpijska.
Występowała w napadzie. W reprezentacji Australii debiutowała w 1994. Brała udział w trzech igrzyskach (IO 96, IO 00, IO 04), na dwóch – w 1996 i 2000 – zdobywała złote medale. Z kadrą brała udział m.in. w mistrzostwach świata w 1998 (tytuł mistrzowski) i 2002 (czwarte miejsce), Commonwealth Games w 1998 (złoto) i 2002 (brąz) oraz kilku turniejach Champions Trophy (zwycięstwo w 1997, 1999 i 2003). Łącznie w reprezentacji] rozegrała 252 spotkania i strzeliła 141 goli.
Jej starsza siostra, Lisa, także była hokeistką i dwukrotną mistrzynią olimpijską.